# Kiro Maritschkow
Kiril „Kiro“ Christow Maritschkow (bulgarisch Кирил „Киро“ Христов Маричков; * 28. Oktober 1875 in Kalofer, Osmanisches Reich; † 17. Februar 1922 in Sofia, Zarentum Bulgarien) war ein bulgarischer Architekt und Stadtplaner, der durch seine Werke im Stil der Secession bekannt wurde und die Grundsätze moderner Stadtplanung in Bulgarien einführte.

## Eltern, Geschwister und Jugend
Kiril Christow Maritschkow kam am 28. Oktober 1875 als erstes Kind des Lehrers Christo K. Maritschkow (Христо К. Маричков) und seiner Frau Elena, geborene Stranskа, in im Balkangebirge gelegenen Kalofer zur Welt. Seine Mutter war die Schwester des Arztes, Revolutionärs und Politikers Georgi Stranski. Der kleine Kiril bekam den Kosenamen Kiro, unter dem er später bekannt wurde. Er hatte drei jüngere Geschwister, seine Schwester Tschona Christowa (* 1877 Kalofer, † 1950 Sofia), seinen Bruder Iwan Christow (* 1879 Kalofer) und seine jüngste Schwester Anna Christowa (* 15. Dezember 1880 Kalofer, † 1960 Sofia). Кalofer wurde während des russisch-osmanischen Kriegs am 26. Julijul. / 7. August 1877greg. 1877 von irregulären osmanischen Einheiten (Başı Bozuken) angegriffen. Wie viele andere Einwohner konnte sich auch die Familie Maritschkow vor den heranrückenden Truppen in den Wäldern des Balkangebirges in Sicherheit bringen. Der Ort wurde geplündert und nahezu vollständig niedergebrannt. In den Trümmern seines Vaterhauses fand der zweijährige Kiro später ein verkohltes Stück Holz. Dieses bewahrte er als Erinnerung an sein Zuhause bis an sein Lebensende auf. Der junge Kiro Maritschkow besuchte in seiner Heimatstadt die Klosterschule. Sein Schulkamerad und Freund war Georgi Fingow, der später ebenfalls ein bedeutender Architekt wurde.

## Schaffen
Im Anschluss an die Grundschule, ging Kiro 1890 mit einem Gemeindestipendium nach Österreich-Ungarn, um in Chrudim in Böhmen die k.k. Fachschule für Holzindustrie zu besuchen. Dort kam er mit den Ideen der Wiener Sezession in Berührung. 1895 schrieb er sich an der Fakultät für Architektur der Technischen Hochschule Karlsruhe ein, der Vorläuferin des heutigen Karlsruhe Institute of Technology (KIT). Neben Architektur interessierte ihn auch Malerei und Musik. Eines seiner Bilder ist bis heute im KIT ausgestellt. Er spielte zudem ausgezeichnet Klavier. Um einen Nebenverdienst zu haben, fertigte er während seiner Studienzeit mehrsprachige Notenblätter für bekannte Lieder und Romanzen an, die er mit Vignetten im Stil der Secession ausschmückte. 1900 schloss er sein Architekturstudium mit Auszeichnung ab.
Nach Beendigung seines Studiums kehrte er nach Bulgarien zurück und ließ er sich in Sofia nieder. Dort nahm er eine Stelle als Praktikant im Ministerium für öffentliche Arbeiten, Straßen und Verkehr an. Eine Zeitlang war er für die Direktion der Eisenbahnen und Häfen tätig. In dieser Position arbeitete er mit dem Architekten Nikola Kostow (* 1880, † 1969) zusammen. Dieser fungierte als Leiter der Arbeiten am Bahnhof Burgas, während Kiril Maritschkow anfangs die Leitung des Bahnhofsbaus in Warna innehatte. 1902 übersiedelte sein Freund Georgi Fingow von Plowdiw nach Sofia, um die Stelle des Abteilungsleiters für Architektur bei der Gemeinde Sofia anzutreten. Noch im selben Jahr gründeten Georgi Fingow und Kiro Maritschkow ein gemeinsames Architekturbüro. Die beiden bildeten ein kreatives Tandem und entwarfen zusammen über hundert öffentliche und private Gebäude. 1906 waren Kiro Maritschkow und Georgi Fingow Gründungsmitglieder der Gesellschaft „Zeitgenössische Kunst“ (Дружество „Съвременно изкуство“). Deren Ziel war es, junge Künstler und Architekten miteinander in Kontakt zu bringen. Die Kooperation der beiden Architekten endete, nachdem Maritschkow zum stellvertretenden Bürgermeister der Stadt Sofia gewählt wurde.

## Politische und philanthropische Aktivitäten
Kiro Maritschkow war ein überzeugter Demokrat. Parteipolitisch engagierte sich in der Demokratischen Partei (Демократическа Партия). Zwischen 1908 und 1911 amtierte er als stellvertretender Bürgermeister von Sofia.
Zusammen mit seiner Frau Ljuba, seinem Bruder Iwan, seiner Schwester Tschona sowie seiner Mutter Elena war er Mitglied in der Freundschaftsgesellschaft Kalofer (Дружество Калоферска дружба). Ziel dieser Vereinigung war die Vernetzung ehemaliger Einwohner von Kalofer, die Erforschung der Stadtgeschichte sowie die Unterstützung bedürftiger Menschen aus Kalofer, die in der Stadt Sofia lebten.

## Ehe und Familie
Er heiratete die Opernsängerin Ljuba Atanassowa Karakaschewa (Люба Атанасова Каракашева; * 26. März 1886 Russe; † 9. November 1939 Sofia). Ljuba beendete daraufhin ihre Bühnenkarriere und wurde Hausfrau. Ihr Sohn Kiril Kirilow kam am 1. Oktober 1919 in Sofia zur Welt. Ihr Enkel ist der Rockmusiker Kiril Maritschkow.
Um der Wohnungsnot in den Jahren nach dem Ersten Weltkrieg zu begegnen, verabschiedete die Nationalversammlung ein Gesetz, das die Vermietung nicht selbst genutzter Räume vorschrieb. Ministerpräsident Aleksandăr Stambolijski erließ eine Ausnahmeverordnung für das Haus von Ljuba Maritschkowa. Seine Begründung lautete, dass die Witwe und das kleine Kind des großen bulgarischen Architekten nicht gestört werden dürfen.

## Bauten und Wettbewerbsbeiträge

### Gemeinschaftsarbeiten mitGeorgi Fingow(Auswahl)
1903:

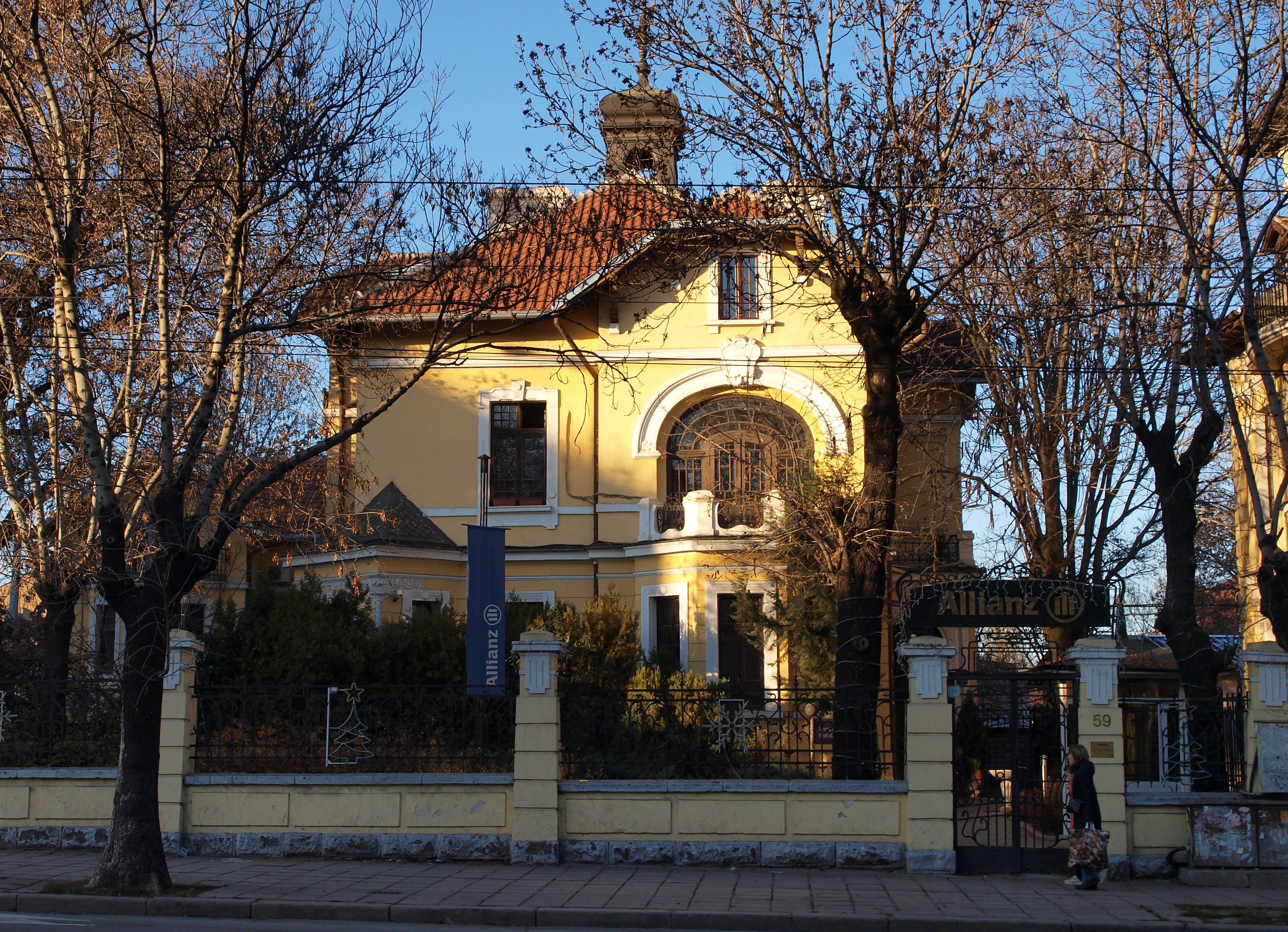
Die ehemalige Klinik von Dr. Funk im Jahre 2009

- Klinik von Dr. Adolf Funk, Boul. Knjaz Aleksandăr Dondukow 59, Sofia (клиник на Д-р Адолф Функ, бул. „Княз Александър Дондуков“ № 59, София).[2][7][16] Es ist das erste Gebäude Sofias, das im Stil der Secession errichtet wurde. Die Bauarbeiten endeten im Jahre 1904. Das Gebäude stellte ein Vorbild für andere Architekten dar. Heute ist es Sitz der Zentrale der Allianz Balgaria Holding (Алианц България холдинг).[17]
- Erster Platz beim Wettbewerb um den Entwurf des III. Knabengymnasiums, ul. Pirotska 68, Sofia (първа премия в конкурс 1903 г. на Трета мъжка гимназия, ул. „Пиротска“ № 68, София). Heute ist es die 18. Sekundarschule William Gladstone (18-то Средно Училище „Уилиям Гладстон“).[16]

1904:
- Zweiter Platz beim Wettbewerb zur Neugestaltung der Plätze Sweti Aleksandăr Newski (пл. „Свети Александър Невски“) und Narodno Săbranie (пл. „Народно Събрние“) im Zentrum von Sofia.[2]

1905:
- Wohnhaus von Stefan und Wera Drenkowi, ul. San Stefano 31, Sofia (къща на Стефан и Вера Дренкови, ул. „Сан Стефано“ № 31, София).[16][10] Das Gebäude dient heute als Residenz des griechischen Botschafters.[2]
- Wohnhaus von Generalleutnant Kiril Botew, ul. Schipka 23, Sofia (къща на генерал-лейтенант Кирил Ботев, ул. „Шипка“ №  23, София).[16][18]
- Wohnhaus der Gebrüder Iwanow, ul. Angel Kantschew 3, Sofia (къща на братя Иванови, ул. „Ангел Канчев“ № 3, София).[16]

1906:
- Wohnhaus von Ch. Sawow, ul. Rakowski 90, Sofia (къща на Х. Савов, ул. „Раковски“ № 90, София).[16]

1907:

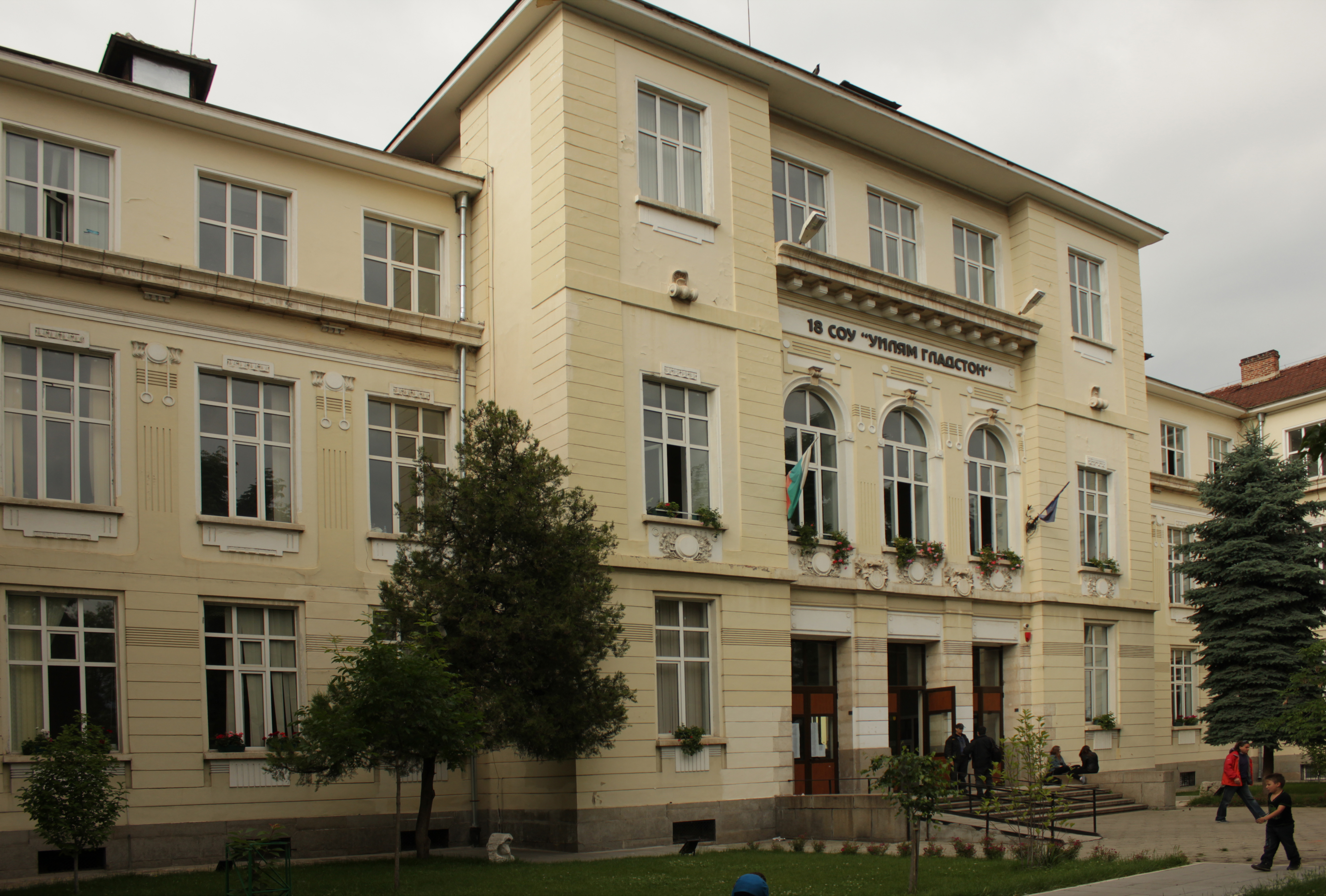
18. Sekundarschule „William Gladstone“ im Jahre 2014

- Wohnhaus von Atanas und Christina Smedowski, ul. Schipka 44, Sofia (къща на Атанас и Христина Смедовски, ул. „Шипка“ № 44, София).[16] Das Haus wurde zwischen 1907 und 1908 im Stil der Secession erbaut.[19] Später erwarb es der Unternehmer Georgi Gegow.[20] 1978 ist es in die Liste der architektonischen Kulturdenkmäler von lokaler Bedeutung aufgenommen worden.
- III. Knabengymnasium, ul. Pirotska 68, Sofia (Трета мъжка гимназия, ул. „Пиротска“ № 68, София). Heute ist es die 18. Sekundarschule „William Gladstone“ (18-то Средно Училище „Уилиям Гладстон“). 1906 übernahm Georgi Fingow die technische Leitung der Bauarbeiten. Der Schulbetrieb begann im Jahre 1907.[16] 1939 wurde das Gebäude um eine Etage aufgestockt und um einen Flügel ergänzt. Das Bauwerk gehört heute zu den architektonischen Denkmälern von lokaler Bedeutung.
- Hauswirtschaftsschule "Maria Luisa", ul. Lawele 30, Sofia (Стопанското училище „Мария Луиза“, ул. „Лавеле“ № 30, София).[16] Heute beherbergt der Bau das Museum des Innenministeriums.[10]
- Aufstockung des Wohnhauses von General Stefan Paprikow, ul. Krakra 14, Sofia (Надстройка на къщата на генерал Стефан Паприков, ул. „Кракра“ № 14, София).[16] Das Haus wurde 1893 von Karl Heinrich (* 1858, † 1940) entworfen.[21] General Paprikow verkaufte es im Jahre 1917. Es gehört heute der Bulgarisch-Amerikanischen Kreditbank AG (Българо-Американската Кредитна Банка АД).[22]

1908:

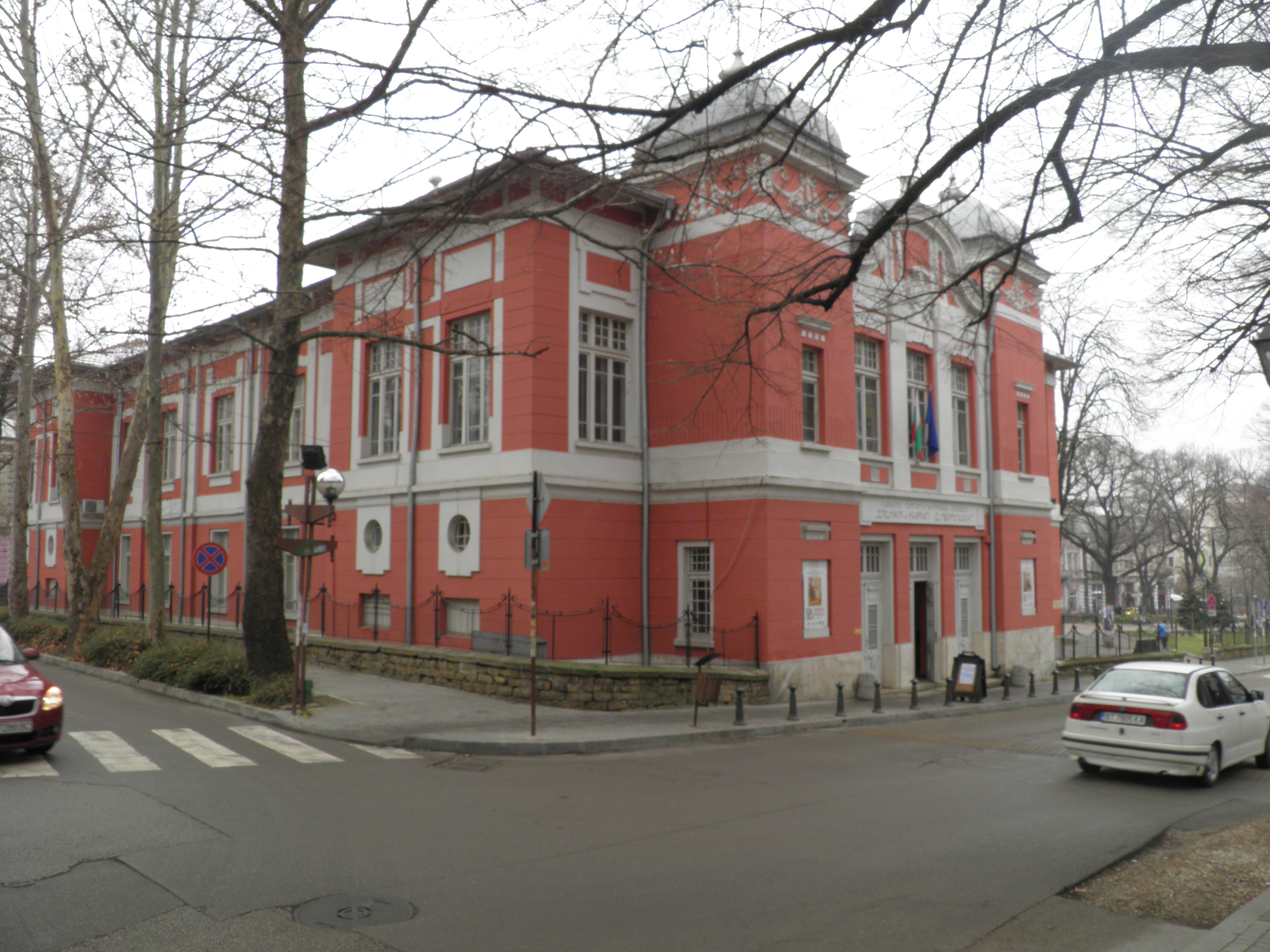
Kulturhaus „Elenka und Kiril D. Awramowi“ in Swischtow (2016)

- Generaldirektion der Bulgarischen Staatseisenbahnen, ul. Iwan Wazow 3, Sofia (Генерална дирекция на Български Държавни Железници, ул. „Иван Вазов“ № 3, София).[10][16]
- Wohnhaus von Elena Gorgas, ul. Oborischte 29, Sofia (къща на Елена Горгас, ул. „Оборище“ № 29, София).[16] Heute befindet sich darin die Residenz des französischen Botschafters.[7]
- Erstes bulgarisches nationales Kulturhaus „Elenka und Kiril D. Awramowi“, ul. Dimităr Chadschiwassilew 2, Swischtow (Първо бълагарско народно читалище „Еленка и Кирил Д. Аврамови“, ул. „Димитър Хадживасилев“ № 2, Свищов). Der erste Entwurf stammte von Peter Paul Brang aus dem Jahr 1904.[23] Dieser konnte aus Kostengründen nicht realisiert werden. Stattdessen entwarfen Georgi Fingow und Kiril Maritschkow ein Gebäude im Stil der Secession. Baubeginn war im Jahre 1906. Das Kulturhaus wurde am 14. September 1908 eröffnet.[24]

1909:
- Krankenhaus des Roten Kreuzes, Boul. General Eduard Totleben 19, Sofia (Болница на Червени Кръст, бул. „Генерал Едуард Тотлебен“ № 19, София). Das Gebäude ersetzte einen älteren Bau aus dem Jahre 1900. Die Bauarbeiten wurden 1907 aufgenommen und 1909 abgeschlossen.[25] Das Gebäude ist heute Teil des Krankenhauses "N. I. Pirogow" für Erste Hilfe.[16]
- Wohnhaus von Dimităr Mamartschew, Boul. Ewlogi i Christo Georgiewi 117, Sofia (Дом на Димитър Мамарчев, бул. „Евлоги и Христо Георгиеви“ № 117, София).[2][16]

### Gemeinschaftsarbeiten mitNikola Kostow
1903:
- Empfangsgebäude des Bahnhofs Burgas (приемна здание на ж.п. гара Бургас).[9][26]

1907:
- Erster Platz beim Wettbewerb für das Empfangsgebäude des neuen Bahnhofs Warna (приемна здание на ж.п. гара Варна).[27] Die Grundsteinlegung erfolgte am 27. Juli desselben Jahres.[28] Bedingt durch die Balkankriege und den Ersten Weltkrieg kam es zur Einstellung sämtlicher Aktivitäten bis 1919. Die offizielle Eröffnung in Anwesenheit von Zar Boris III. konnte daher erst am 3. März 1925 stattfinden.[8]

### Eigenständige Entwürfe (Auswahl)
1912:

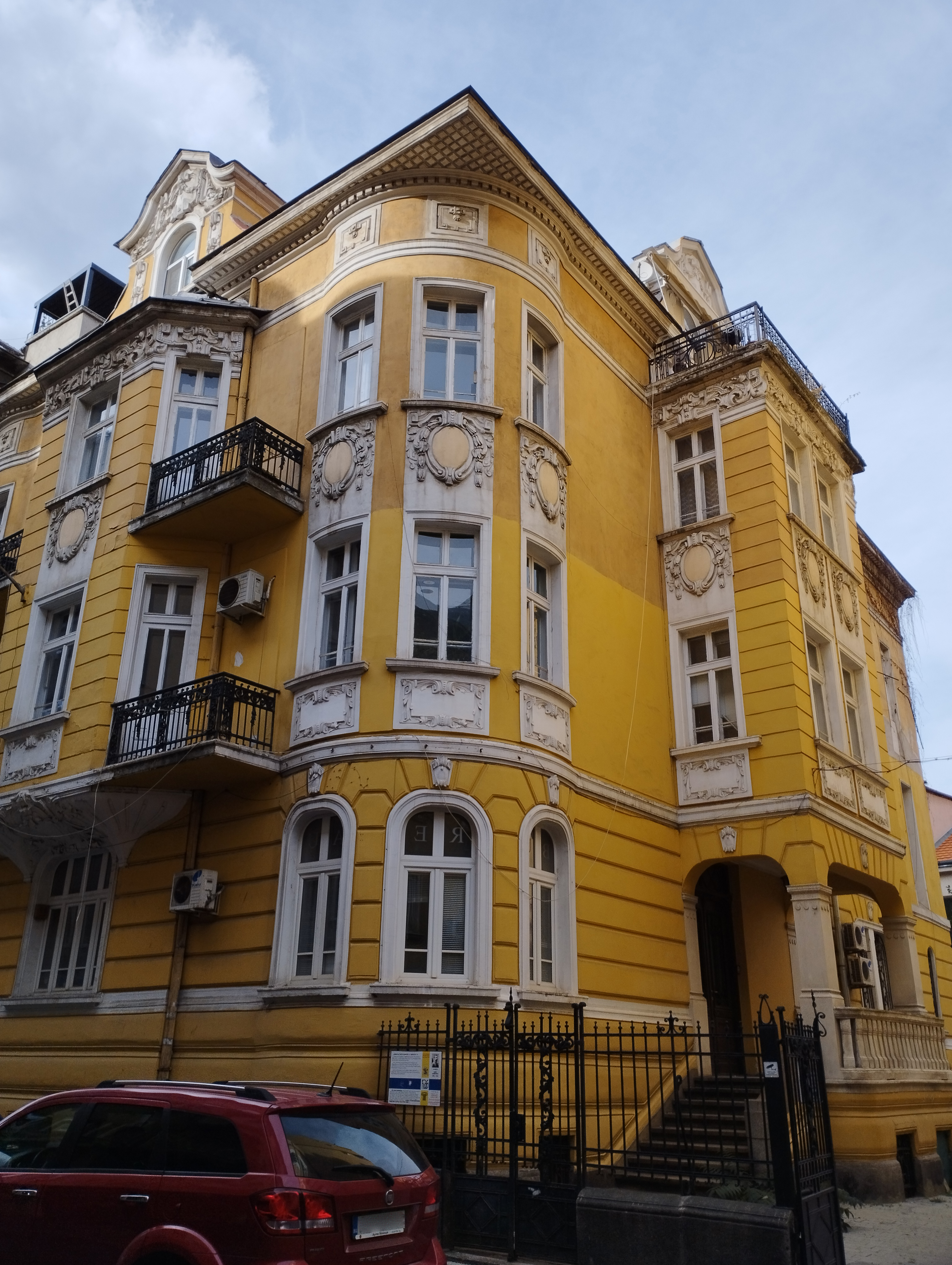
Das Haus von Dr. Georgi Lasarow im Jahre 2023

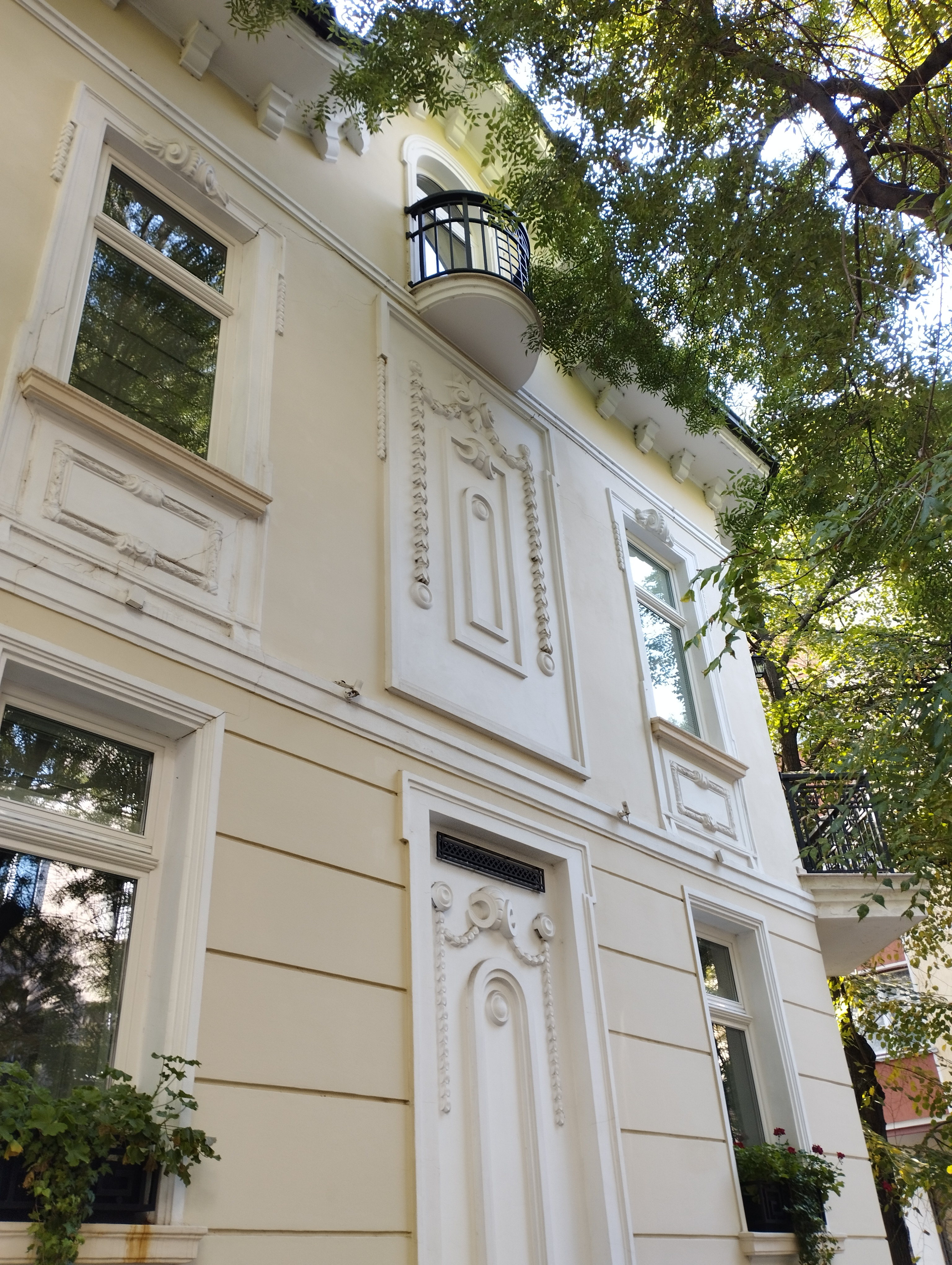
Das Wohnhaus von Iwan Motikarow im Jahre 2023

- Villa eines Sofioter Bankiers, ul. 6. Septemwri 47, Sofia (вила на един софийски банкиер, ул. „6-ти Септември“ № 47, София). Das Gebäude wird seit 2023 restauriert.[29] Es ist als Baudenkmal von lokaler Bedeutung klassifiziert.

1914:
- Wohnhaus von Dr. Georgi Lasarow, ul. Iwan Denkoglu 19, Sofia (къща на Д-р Георги Лазаров, ул. „Иван Денкоглу“ № 19, София). Kiro Maritschkow bezeichnete dieses Gebäude im Stil des Neobarocks als sein Meisterwerk.[30][31] Es ist heute Sitz der Vertretung des Hohen Flüchtlingskommissars der Vereinten Nationen.[2]
- Wohnhaus von Iwan Motikarow, ul. Assen Slatarow 1, Sofia (къща ха Иван Мотикаров, ул. „Асен Златаров“ № 1, София)[32]

1920:
- Grand Hotel Imperial, ul. Săborna 2A, Sofia (Гранд Хотел Империал, ул. „Съборна“ № 2А, София). Der Entwurf wurde im Auftrag des Industriellen Iwan Balabanow ausgeführt. Baubeginn war 1917.[33] Das Hotel war das erste Stahlbetongebäude in Bulgarien. In seiner Fassade sind Elemente des Neobarocks und der Secession kombiniert. Es ist heute ein Bürohaus.[7][34]

1922:
- Mietshaus von Janko Bakărdschiew, ul. Lege 4, Sofia (Доходно здание на Янко Бакърджиев, ул. „Леге“ № 4, София)[2]